# Saint-Symphorien-le-Château
Saint-Symphorien-le-Château ist eine ehemalige französische Gemeinde mit 830 Einwohnern (Stand 1. Januar 2009) im Département Eure-et-Loir in der Region Centre-Val de Loire. Sie gehörte zum Arrondissement Chartres. Die Bewohner werden Castel-Symphorinois und Castel-Symphorinoises genannt.
Der Erlass des Präfekten vom 27. September 2011 legte mit Wirkung zum 1. Januar 2012 die Eingliederung von Saint-Symphorien-le-Château zusammen mit der früheren Gemeinde Bleury zur Commune nouvelle Bleury-Saint-Symphorien fest.
Der Erlass des Präfekten vom 20. September 2015 legte mit Wirkung zum 1. Januar 2016 die Eingliederung von Bleury-Saint-Symphorien als Commune déléguée zusammen mit der früheren Gemeinde Auneau zur Commune nouvelle Auneau-Bleury-Saint-Symphorien fest.

## Geografie
Saint-Symphorien-le-Château liegt etwa 21 Kilometer ostnordöstlich von Chartres, etwa 15 Kilometer südsüdwestlich von Rambouillet und etwa 31 Kilometer westnordwestlich von Étampes in der Région naturelle der Beauce an der Grenze zum Département Yvelines. Das Ortsgebiet liegt im Einzugsgebiet der Seine und wird hauptsächlich von der Perray bzw. Rémarde entwässert, die es in einem breiten Tal von Ost nach West durchströmt. Das Zentrum liegt auf einer Höhe von etwa 153 m. Das Bodenrelief zeigt kaum von dieser Höhe abweichende Erhebungen bis auf das Flusstal der Rémarde, an dem die minimale Höhe von 122 m gemessen wird und die leichte Zunahme nach Norden hin mit einer maximalen Höhe von 162 m im äußersten Nordosten.
Umgeben wird Saint-Symphorien-le-Château von den vier Nachbargemeinden und den beiden Ortsteilen:
| Écrosnes          | Orphin (Yvelines)                           |                               |
| Bleury (Ortsteil) | Kompassrose, die auf Nachbargemeinden zeigt | Prunay-en-Yvelines (Yvelines) |
| Levainville       | Auneau (Ortsteil)                           |                               |

## Bevölkerungsentwicklung
| Saint-Symphorien-le-Château: Einwohnerzahlen von 1793 bis 2006                                                             | Saint-Symphorien-le-Château: Einwohnerzahlen von 1793 bis 2006 | Saint-Symphorien-le-Château: Einwohnerzahlen von 1793 bis 2006 | Saint-Symphorien-le-Château: Einwohnerzahlen von 1793 bis 2006 | Saint-Symphorien-le-Château: Einwohnerzahlen von 1793 bis 2006 |
| --- | -------------------------------------------------------------- | -------------------------------------------------------------- | -------------------------------------------------------------- | -------------------------------------------------------------- |
| Jahr |                                                                |                                                                |                                                                | Einwohner                                                      |
| 1793 | 1793                                                           |                                                                | 470                                                            | 470                                                            |
| 1800 | 1800                                                           |                                                                | 425                                                            | 425                                                            |
| 1806 | 1806                                                           |                                                                | 443                                                            | 443                                                            |
| 1821 | 1821                                                           |                                                                | 505                                                            | 505                                                            |
| 1831 | 1831                                                           |                                                                | 461                                                            | 461                                                            |
| 1836 | 1836                                                           |                                                                | 470                                                            | 470                                                            |
| 1841 | 1841                                                           |                                                                | 441                                                            | 441                                                            |
| 1846 | 1846                                                           |                                                                | 484                                                            | 484                                                            |
| 1851 | 1851                                                           |                                                                | 509                                                            | 509                                                            |
| 1856 | 1856                                                           |                                                                | 452                                                            | 452                                                            |
| 1861 | 1861                                                           |                                                                | 434                                                            | 434                                                            |
| 1866 | 1866                                                           |                                                                | 427                                                            | 427                                                            |
| 1872 | 1872                                                           |                                                                | 429                                                            | 429                                                            |
| 1876 | 1876                                                           |                                                                | 415                                                            | 415                                                            |
| 1881 | 1881                                                           |                                                                | 401                                                            | 401                                                            |
| 1886 | 1886                                                           |                                                                | 405                                                            | 405                                                            |
| 1891 | 1891                                                           |                                                                | 400                                                            | 400                                                            |
| 1896 | 1896                                                           |                                                                | 393                                                            | 393                                                            |
| 1901 | 1901                                                           |                                                                | 377                                                            | 377                                                            |
| 1906 | 1906                                                           |                                                                | 350                                                            | 350                                                            |
| 1911 | 1911                                                           |                                                                | 373                                                            | 373                                                            |
| 1921 | 1921                                                           |                                                                | 277                                                            | 277                                                            |
| 1926 | 1926                                                           |                                                                | 252                                                            | 252                                                            |
| 1931 | 1931                                                           |                                                                | 265                                                            | 265                                                            |
| 1936 | 1936                                                           |                                                                | 255                                                            | 255                                                            |
| 1946 | 1946                                                           |                                                                | 295                                                            | 295                                                            |
| 1954 | 1954                                                           |                                                                | 270                                                            | 270                                                            |
| 1962 | 1962                                                           |                                                                | 276                                                            | 276                                                            |
| 1968 | 1968                                                           |                                                                | 297                                                            | 297                                                            |
| 1975 | 1975                                                           |                                                                | 250                                                            | 250                                                            |
| 1982 | 1982                                                           |                                                                | 388                                                            | 388                                                            |
| 1990 | 1990                                                           |                                                                | 859                                                            | 859                                                            |
| 1999 | 1999                                                           |                                                                | 834                                                            | 834                                                            |
| 2006 | 2006                                                           |                                                                | 820                                                            | 820                                                            |
| Quelle(n): EHESS/Cassini bis 1999, INSEE ab 2006 Anmerkung(en): Ab 1962 offizielle Zahlen ohne Einwohner mit Zweitwohnsitz |                                                                |                                                                |                                                                |                                                                |

## Sehenswürdigkeiten
- Das Schloss Esclimont wurde im 16. Jahrhundert errichtet und im 19. Jahrhundert umgestaltet. Heute ist es ein 5-Sterne-Hotel.
- Die Kirche Saint-Symphorien geht auf das 13. Jahrhundert zurück. Sie birgt drei als Monument historique denkmalgeschützte Kunstwerke, eine Skulptur aus dem 16. Jahrhundert, die die Pietà darstellt, ein Tauf- oder Weihwasserbecken aus dem 16. Jahrhundert und ein Relief aus dem 15. Jahrhundert, das den Einzug Jesu Christi in Jerusalem darstellt.[5]